# Melívoia
Melívoia (Melivoia) är en ort i Grekland.   Den ligger i prefekturen Nomós Larísis och regionen Thessalien, i den centrala delen av landet, 210 km norr om huvudstaden Aten. Melívoia ligger 387 meter över havet och antalet invånare är 805.
Terrängen runt Melívoia är kuperad åt sydost, men åt nordväst är den bergig. Runt Melívoia är det glesbefolkat, med 13 invånare per kvadratkilometer. Närmaste större samhälle är Agiá, 4,7 km sydväst om Melívoia. I omgivningarna runt Melívoia växer i huvudsak blandskog.